# ألبرت شابمان
ألبرت شابمان (بالإنجليزية: Albert Chapman)‏ هو دلال وسياسي أسترالي، ولد في 3 يونيو 1872، وتوفي في 1945. انتخب عضو الجمعية التشريعية نيو ساوث ويلز.